# Batalla de Chacaltaya (1814)
La Batalla de Chacaltaya (o de Achocalla) fue un enfrentamiento militar librado durante la rebelión del Cuzco el 2 de noviembre de 1814, entre una división del Ejército Real del Perú comandada por el brigadier Juan Ramírez Orozco y una expedición rebelde capitaneada por el coronel José Manuel Pinedo y el sacerdote Ildefonso de las Muñecas. El enfrentamiento finalizó con la victoria de la primera fuerza.

## Antecedentes
A mediados de 1814, el ejército monárquico estaba debilitado por su fracasada invasión de Salta y Jujuy, debiendo retirarse a Suipacha ante las guerrillas de gauchos. A esto se sumaba la capitulación de Montevideo y los fracasos recientes en Santa Cruz de la Sierra y Vallegrande. Entre tanto, el virrey José Fernando de Abascal estaba más preocupado por la reconquista de Chile y había dejado a Lima sin guarnición y con sus almacenes carentes de armas. El general Joaquín de la Pezuela, jefe del ejército en el Alto Perú, había solicitado ocho a diez mil fusiles pero el virrey apenas pudo enviarle algún equipo y esa debilidad era conocida por sus opositores.
El 3 de agosto de 1814 se había iniciado en Cuzco la revolución del hasta entonces brigadier realista Mateo Pumacahua. Pronto el gobierno provisional se hizo con el sur de Perú, poniendo en serio peligro al gobierno realista. El plan era tener otros dos amotinamientos, uno en Lima y otro en Suipacha (donde el coronel Saturnino Castro debía levantar a las tropas), y así el virreinato quedaría sin cabeza, sin embargo, fueron descubiertos antes de producirse.

### Expedición rebelde a La Paz
La fuerza rebelde enviada desde Cuzco había logrado incorporar a 200 soldados de línea de puna y 300 reclutas que debían unirse al ejército realista de Pezuela. Animados por el apoyo de numerosos pueblos, marcharon hacia La Paz, atacando un punto del río Desaguadero donde se había atrincherado Joaquín Revuelta con 160 vecinos paceños. Sin embargo, la mayoría de sus hombres desertaron y debió huir con sus últimos 14 fieles a la ciudad, dejando en el campo todas sus municiones y 13 piezas de artillería, de las que sus enemigos se llevaron 8 para seguir el avance.
El 22 de septiembre comenzó el asedio de La Paz, cuando una hueste de 20.000 indios armados con hondas, lanzas y macanas, 500 fusiles y 8 cañones, según José Casimiro Ulloa, ocuparon las alturas de Chascalla, que dominaban el valle de La Paz. La ciudad estaba defendida por 300 hombres al mando del marqués de Valdehoyos, intendente Gregorio de Hoyos, quien realizó una desesperada resistencia a la espera de la división del brigadier Juan Ramírez Orozco desde el sur; también disponían de 4 cañones en estado regular. Sin embargo, el día 24 los patriotas lograron convencer a los indios y mestizos de los barrios de San Pedro y San Sebastián de unírseles y la ciudad cayó en su poder durante un asalto contra los defensores. Por tres o cuatro jornadas turbas saquearon las casas y almacenes de los más ricos, matando a todo el que acusaban de godo o realista, unos 59 vecinos, la mayoría europeos (otras fuentes las elevan a 70 y otras las reducen a 57, incluyendo al marqués, 6 coroneles, 5 tenientes coroneles y un sargento mayor). El éxito fue pasajero, pues poco después le llegó la noticia de la proximidad de Ramírez. Algunos patriotas huyeron a los cerros y otros quisieron retirarse al norte del Desaguadero, pero sintiéndose seguros tras recibir refuerzos, salieron a dar batalla cerca de la urbe.

### Expedición realista
La reacción monárquica no se había hecho esperar y en una junta de guerra en Suipacha, el general Pezuela decidió mover a su ejército a Santiago de Cotagaita. Partieron el 15 de septiembre y cuatro días después ocupaban esta última localidad, empezando los trabajos de fortificación. Posteriormente, en Tupiza se organizó una expedición al mando del brigadier. Se le puso al mando de un regimiento de cuzqueños y se ordenó al batallón del General del Alto Perú, que estaba en Potosí, reunirse con él en Oruro, ciudad a la que la expedición llegó el 12 de octubre. El brigadier llegó tres días más tarde, afectado por una terciana (fiebre palúdica) desde Suipacha. A pesar de la mala salud, de inmediato inspeccionó a sus tropas y pidió un empréstito de manera personal al vecindario para poder proveer a sus hombres. Luego envió como vanguardia al batallón y 2 cañones a cargo del coronel Juan de Dios Saravia en dirección a La Paz, pues se le había informado de la derrota monárquica en esa región. El 21 Saravia tuvo un pequeño combate con una guerrilla patriota en Calamarca y se enteró de que los rebeldes se aproximaban por el camino real, mientras que tres días después, Ramírez salió de Oruro al norte con el resto de su fuerza.
En efecto, el brigadier realista había salido de Oruro con sus tropas el 24 de octubre y llegó al pueblo de Calamarca el día 31. Sabiendo que los enemigos estaban cerca, envió al coronel Saravia con una vanguardia a Ventilla, cerca de La Paz. Después de todo un día decidió unirse con su avanzadilla, llegando al pueblo a las 12:00 horas y enviando algunas partidas de exploradores que descubrieron a dos leguas de Ventilla que los rancheríos habían sido convertidos en trincheras por los patriotas. Ante esto, Ramírez resolvió que lo mejor era atacar.

## Fuerzas enfrentadas
La mayoría de las fuentes estiman que la fuerza rebelde se componía de 4.000 hombres, de los que 500 estaban armados con fusiles y el resto con macanas, lanzas y hondas, y 10 cañones, basándose en el informe de Ramírez. otras varían ligeramente, hablando de 3.000 a 4.000 pero manteniendo el número de armas de fuego. Su caballería se componía de 400 a 500 jinetes armados con algunas carabinas, pero principalmente con armas blancas. Las tropas de origen cuzqueño eran mandadas por Pinedo y las altoperuanas por Muñecas.
Los monárquicos eran 1.200 hombres, incluyendo un piquete 40 caballos y 6 cañones de 4 libras.

## Combate
Sin embargo, el brigadier después se enteró de que los rebeldes se habían retirado al Alto de La Paz, cuyas posiciones parecían más defendibles, y resolvió ir detrás de ellos, poco después apareció la caballería patriota y decidió que la batalla se daría en ese momento y lugar. El día estaba despejado y el terreno tenían pocos accidentes; además, cuanto más demorara en iniciarse el enfrentamiento, más refuerzos recibirían los rebeldes.
Los patriotas ocuparon posiciones cerca del pueblo de Achocalla, apoyando su ala izquierda en una quebrada del valle o Alto de La Paz y situando al monte Chacaltaya en su retaguardia, ubicando algunas partidas de caballería e infantería diseminadas por el campo, especialmente muchas partidas de jinetes dispersos en retaguardia. Su ala izquierda era una fuerte columna de infantes que estaba bien protegida por el terreno y actuaba como retaguardia, estando apoyada por una partida de caballería tenía la misión de flanquear a los realistas en cuanto se diera la ocasión. Al frente, aprovechando el terreno elevado, había tres líneas gruesas de infantería con el objetivo de proteger al resto de sus soldados en retaguardia y cada línea estaba apoyada por piezas de artillería de a 4 o de a 3 libras, o 5 piezas de 4 libras en la primera, y 2 de a 2 en la segunda. Además, sobre una prominencia del terreno estaba un pelotón de infantería de diversas armas formado en semicuadro con dos culebrinas de a 6 y una pieza de a dos.
Los realistas se organizaron en tres columnas formadas en batalla (formación cerrada) y dejaron a su artillería en sus flancos para proteger su avance, la que a su vez estaba protegida por la caballería. Cuatro piezas iban al frente y otras dos en la retaguardia con el batallón del General del Alto Perú. El brigadier les dio un breve discurso y sus envalentonados hombres gritaron: «¡Viva el rey, viva el general, mueran los rebeldes!».
El enfrentamiento se inició a las 12:00 horas cuando la artillería rebelde abrió fuego pero las fuerzas monárquicas aguantaron el embate a pesar de las bajas, mientras se preparaban a responder con 3 piezas de 4 libras que cubrieron su ataque por la pendiente. Luego, Ramírez ordenó a sus hombres atacar las posiciones enemigas. En el centro, el batallón del Línea del Cuzco, formado en guerrilla (formación abierta) en una zona línea se abalanzó sobre la caballería enemiga, rompiendo sobre sus enemigos un nutrido fuego de fusiles que los desalojó de sus posiciones, aunque a un alto coste por el continuo bombardeo de la artillería rebelde. Los patriotas no podían responder, pues carecían de suficientes armas de fuego. Rápidamente tomaron las trincheras, y los defensores de desbandaron en pánico. La persecución fue constante pero sus cabecillas lograron escapar porque la caballería realista estaba en muy malas condiciones, lo que también llevó a se tomaran relativamente pocos prisioneros.
Los patriotas sobrevivientes huyeron a Puno donde establecieron una guerrilla. Las criollas Vicenta Juaristi de Eguino y Simona Manzaneda intentaron organizar una nueva defensa en la urbe ante las avanzadillas de Ramírez, pero les fue imposible.

## Consecuencias
Los vencedores capturaron las diez piezas de artillería, todas las municiones, 150 a 184 fusiles, la bandera que sus enemigos habían traído desde Cuzco y 108 prisioneros. También quedaron en el campo un gran número de vencidos muertos.
La victoria permitió a los realistas recuperar La Paz al día siguiente y Puno poco después. En la primera ciudad hubo fusilamientos, encarcelamientos, crueles vejaciones y un impuesto de 100.000 pesos que debieron pagar los vecinos. Un historiador dice que un regimiento fusiló a 108 paceños en esos días, sin embargo, no hay documentos que avalen tal número. Lo cierto es que Ramírez hizo organizar un consejo de guerra que eligió por sorteo a 5 prisioneros que fueron ejecutados. Los realistas salieron con rumbo a Arequipa el 17 de noviembre. En Puno, el gobernador Manuel Quimper, quien apenas tenía 200 soldados y 500 reclutas, al enterarse de la venida de los rebeldes decidió retirarse a Arequipa y dejar a cargo a los alcaldes.
La victoria dio ánimos a algunos oficiales realistas, quienes decidieron intentar impedir el avance de sus enemigos en Apacheta, el 9 de noviembre, pero fueron vencidos. Los rebeldes organizaran un último intento de detener su avance al Cuzco en Umachiri.